# Stella Adler
Stella Adler (ur. 10 lutego 1901 w Nowym Jorku, zm. 21 grudnia 1992 w Los Angeles) – amerykańska aktorka filmowa i pedagog, wychowawczyni wielu wybitnych aktorów.

## Życiorys
Urodzona w aktorskiej rodzinie żydowskich emigrantów, Sary i Jacoba Adlerów rozpoczęła karierę sceniczną w wieku 4 lat. Potem przez kilkanaście lat grała w żydowskich teatrzykach Lower East Side. Na Broadwayu zadebiutowała w 1922 r.
W tym samym okresie była świadkiem występów w USA moskiewskiego MChAT, kierowanego przez teoretyka i praktyka teatru Konstantego Stanisławskiego. Spotkanie to wywarło silny wpływ na życie i twórczość Adler. W 1925 r. dołączyła do szkoły teatralnej American Laboratory Theatre School, założonej przez byłych aktorów MChATu, Ryszarda Bolesławskiego i Marię Uspienską, gdzie wcielała w życie idee Stanisławskiego. W 1931 z kolei przyłączyła się do the Group Theatre z Nowego Jorku, założonego przez Harolda Clurmana, Lee Strasberga i Cheryl Crawford. W 1934 Adler i Clurman wybrali się do Paryża, by przez kilka tygodni zgłębiać sztukę aktorską pod kierunkiem samego Stanisławskiego. Clurman został mężem Adler w 1943 r.
Adler weszła w konflikt ze Strasbergiem – twierdziła, że wyobraźnia aktora ma większe znaczenie niż jego emocje. Stworzyła szereg ćwiczeń wspomagających zdolność imaginacji i ponownie skierowała większą uwagę na tekst, kwestię jednostkowego rozwoju oraz konieczność ciągłego studiowania ludzkich zachowań. Twierdziła, że każdy aktor ma prawo do podejmowania autonomicznych decyzji i nie musi trzymać się surowych zasad narzuconych mu przez innych. Ponadto odrzucała przywoływanie emocji i doświadczeń aktora z przeszłości (jedna z technik METODY Stanisławskiego).
W 1937 r. przeniosła się do Hollywood, gdzie przez 6 lat występowała w filmach. Po powrocie do Nowego Jorku najpierw grała i uczyła na warsztatach dramatycznych w New School for Social Research Erwina Piscatora, a w 1949 r. założyła własną szkołę aktorstwa – „Stella Adler Studio of Acting”.
W następnych latach uczyli się u niej sztuki aktorskiej m.in. Marlon Brando, Judy Garland, Dolores del Rio, Robert De Niro, Martin Sheen, Salma Hayek, Harvey Keitel, Melanie Griffith, Peter Bogdanovich, Roy Scheider, Benicio del Toro czy Warren Beatty. Uczyła także w New School i Yale School of Drama. Przez wiele lat Adler kierowała wydziałem dramatu New York University.

## Filmografia
- 1937: Love on Toast jako Linda Craven[6]
- 1941: Cień zbrodni jako Claire Porter
- 1948: My Girl Tisa jako p. Faludi
- 1949: Suspense (serial TV, 2 odcinki)